# 朕
朕是汉语中的一个第一人称代词，表示“我”的含义。在早期上古汉语中作为第一人称的属格以及呼格使用，例如屈原《離騷》：“回朕车以复路兮”，中國最早的一部解釋詞義的專著《爾雅·釋詁》中记载：「朕，身也」。在先秦時代，「朕」字不分尊卑貴賤，人人皆可使用。
在先秦时，諸侯國君主一般自称“孤”、“不穀”、“寡人”，稱「王」者亦可自稱「本王」，随着秦朝建立，嬴政创立皇帝尊号，规定“朕”专作皇帝自称。这个称谓从此一直作為中國元首（即帝王）的自稱，直到二十世紀中国帝制终结。《說文解字注》：“趙高之於二世，乃曰天子所以貴者，但以聞聲，羣臣莫得見其面，故號曰朕。段玉裁：比附朕字本義而言之，遂以亡國，凡說文字不得其理者，害必及於天下。趙高，王安石是也。”《釋詁》曰：『朕，我也。』此如卬吾台余之為我，皆取其音，不取其義。其字義為：縫隙，《考工記圖·函人注》：舟之縫理曰朕。《周禮·考工記》：視其朕，欲其直也。亦作徵兆解，如《莊子·應帝王》：體盡無窮，而遊無朕。《鬼谷子》：變化之朕焉。故古有朕兆、朕垠、朕跡的寫法。朕這字原從舟，篆文隸書化後才從月。关在甲骨字及金文，是雙手掌一船舵或槳，篆文把舵槳寫成火，隸書再簡化成关。
「朕」一般只能用作皇帝的自称。例如东汉末年，群雄争霸，割据局面出现，曹操只是魏王，即使實際掌握軍政大權，仍只能自称“孤”或“本王”；汉献帝才可自称為“朕”。“朕”一般用于奏折等书面语。皇帝平时自称“我”、“吾”。
受到中國文化的影響，漢字文化圈的其他國家日本、大韓帝國、越南的皇帝也使用「朕」這個稱呼，如終戰詔書裡面昭和天皇就自稱為朕，大越史記全書裡面越南各朝皇帝的文書也都自稱為朕。不過二战后由於昭和天皇發表了人間宣言，把天皇重新定位為一個普通人，自此以後包括他本人都開始自称為。現代，有時翻譯在其他外國君王（尤其是古代君主）的言論時，也會選用「朕」作為對應其自稱的對應字，如法王路易十四之名言：「朕即國家」。